# Brachymitrion immersum
Brachymitrion immersum là một loài rêu trong họ Splachnaceae. Loài này được Goffinet mô tả khoa học đầu tiên năm 1999.